# 사차 함수

3개의 임계점과 4개의 실근 (x축과의 교점)을 가지는 사차 함수의 그래프

사차 함수(quartic function)는 최고차항의 차수가 4인 다항 함수를 말한다. 사차 함수의 일반형은 다음과 같다.
{\displaystyle f(x)=ax^{4}+bx^{3}+cx^{2}+dx+e}
a, b, c, d는 각각 사차항, 삼차항, 이차항, 일차항의 계수이고, e는 상수항이다.

사차 함수 중에서 이차함수 개형과 비슷한 모양을 가진 사차 함수도 있다.
예시
{\displaystyle f(x)=ax^{4}+b}